# Ester Lindberg
Ester Charlotta Elisabeth Lindberg, född Sjödin 1879, död 1964, var en svensk författare.
Lindberg var halvsyster till författaren Birger Sjödin.